# CV-821
La CV-821 es una carretera autonómica valenciana que comunica la ciudad de San Vicente del Raspeig con San Juan de Alicante. Tiene una longitud de 9 kilómetros siendo el p.k.0 el extremo de San Vicente y el p.k. 8 el extremo de Sant Joan. Esta vía permite comunicar San Vicente con San Juan directamente de una manera rápida, sin hacer uso de la Autovía de Circunvalación de Alicante A-70.

## Nomenclatura
La carretera CV-821 pertenece a la red de carreteras secundarias de la Generalidad Valenciana. Su nombre viene de la CV (que indica que es una carretera autonómica de la Comunidad Valenciana) y el 821 es el número que recibe dicha carretera, según el orden de nomenclaturas de las carreteras de la Comunidad Valenciana.

## Trazado actual
Comienza en la glorieta donde concluye la A-77a en San Vicente del Raspeig y termina en la glorieta de intersección con la N-332 en el municipio de San Juan de Alicante. Se configura como una carretera de dos calzadas, una para cada sentido, y dos carriles por sentido. Dado que discurre por suelo interurbano rigen las normas de circulación en este y, por tanto, la velocidad máxima alcanzable es de 100 km/h + 20 km/h para efectuar adelantamiento en los tramos donde no se especifique otra velocidad máxima. 
Posee numerosas glorietas distribuidas homogéneamente a lo largo del recorrido que no impiden en exceso que la circulación sea fluida, por lo que el trayecto en cualquiera de los dos sentidos es de corta duración.
El trazado de la carretera también es bueno, se respetan arcenes y las aceras están protegidas en algunos tramos mediante guardaraíles. El asfalto es de buena calidad por lo que en condiciones meteorológicas adversas transmite mucha seguridad al conductor.

### Principales enlaces
La carretera CV-821 enlaza con la carretera nacional N-332 en el extremo de San Juan y con la A-77a en el extremo de San Vicente. No posee enlace directo con la A-70 aunque sí indirecto a través de la salida de Villafranqueza.